# Kurai (Flöte)

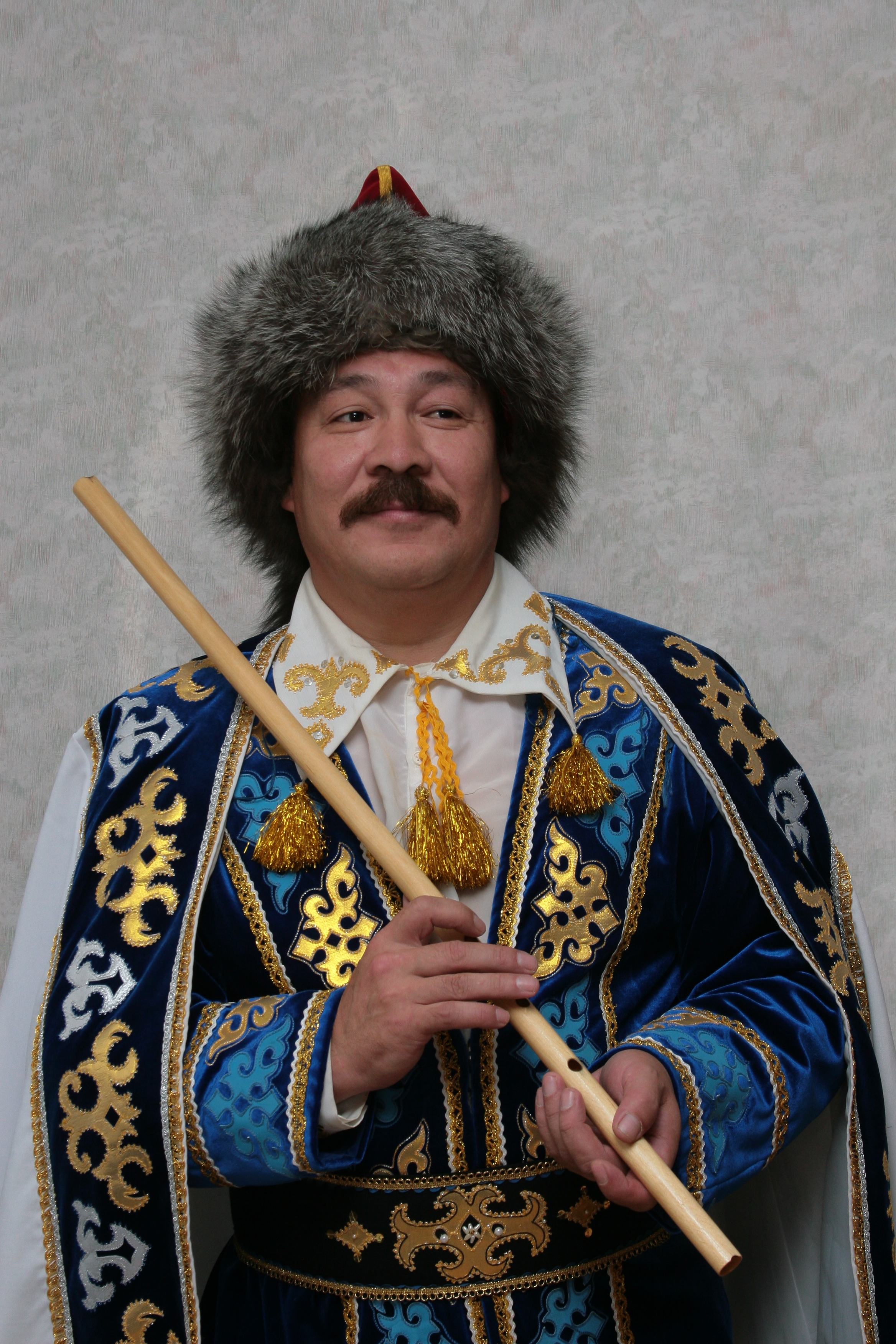
Baschkirischer Kurai-Spieler Aibulat Däülätbai uly Rächmätullin aus Neftekamsk

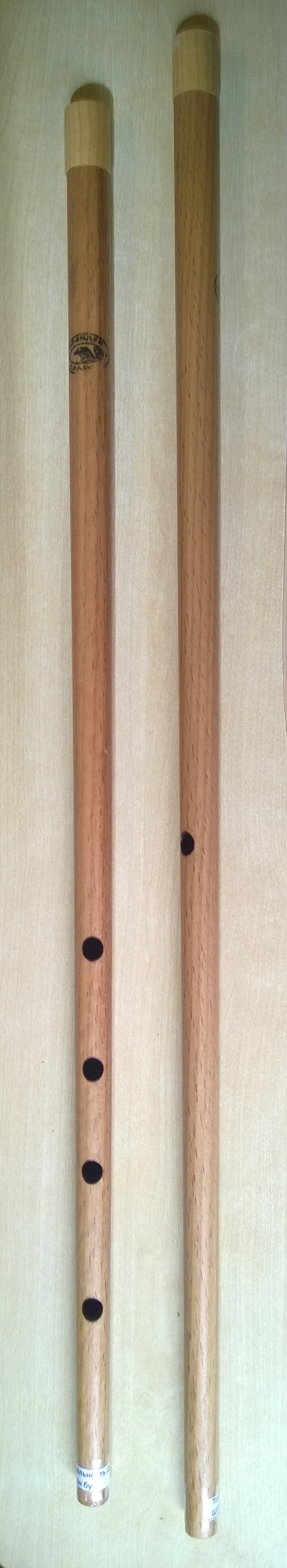
Kurai

Kurai, baschkirisch ҡурай, tatarisch quray, auch kuray, kuraj, ist eine lange, randgeblasene Längsflöte der Baschkiren und Tataren in den russischen Teilrepubliken Baschkortostan und Tatarstan. Die kurai hat üblicherweise vier Fingerlöcher und ein Daumenloch in einem 57 bis 81 Zentimeter langen Rohr. Der Spieler bläst und singt zugleich einen Bordunton in die Flöte. Die kurai gilt als das Nationalinstrument der Baschkiren. In Usbekistan kommt ebenfalls eine quray genannte Längsflöte vor.

## Verbreitung
Die kurai gehört zum Typ der persischen Rohrflöte nay. Mit ihr sind mehrere zentralasiatische Rohrflöten ohne Mundstück (Schäferflöten) in Form und Spielweise verwandt, darunter die tüidük der Turkmenen, die sybyzgy (sibizga) der Kasachen, die choor in Kirgistan und die tsuur in der Mongolei. Weitere verwandte Schäferflöten sind die lange türkische kaval, die armenische blul, die kurdische bilûr und die narh in Pakistan.

## Bauform
Die kurai besteht meist aus dem Stamm des Doldengewäches Urals Edgepisil oder Kamtschatka Pleurospermum (Pleurospermum uralense). Das Gewächs blüht im Juli und trocknet dann im August–September aus. Es wird im September geschnitten und an einem trockenen und dunklen Platz gelagert. Die Länge wird ermittelt, indem man die 8–10fache Handbreite um den Stamm der Pflanze misst. Das erste Loch muss in einem Abstand von vier Fingern zur Spitze der Pflanze gemacht werden. Die nächsten drei Löcher in einem Abstand von zwei Fingern zueinander und das fünfte auf der Rückseite in einem Abstand von drei Fingern zum vierten Loch.
Die kurai ist bis etwa 80 Zentimeter lang. Ihr Tonumfang beträgt drei Oktaven. Sie wird als Solo- und als Ensemble-Instrument genutzt. Zusätzlich zur Rohrflöte sind noch andere Arten der kurai bekannt:
- Die sor-quray wird von Baschkiren angefertigt, die in der Steppe leben, in der das übliche Pflanzenrohr nicht wächst. Sie wird aus einem Steppengras gefertigt, ihre Länge beträgt bis zu einem Meter und sie ist im Durchmesser breiter. Möglicherweise wurde sie für Rufzeichen verwendet.
- Eine kurai wird aus Kupfer gefertigt. Experten raten allerdings von der Benutzung dieser Flöte ab, da sie für die Gesundheit schädlich ist.

## Spielweise
Die Namen hervorragender Quray-Spieler-Improvisatoren umfasst Kubagush-sasan, Baik-sasan, I. Murzakaev, G. Arginbaev, Y. Icyanbaev, I. Dilmukhametov, G. Suleymanov, K. Diyarov, R. Rakhimov, Y. Gaynetdinov, A. Aitkulov und R. Yuldashev.
Es gibt viele Quray Künstler: Preisträger und Diplom-Sieger von internationalen Volksfesten, internationalen Studenten- und Jugend-Festivals und russischen Wettbewerben von Künstlern von seltenen Musikinstrumenten.  
Es gibt ein Bild einer Quray Blüte auf der Nationalflagge und Wappen von Baschkortostan.